# Lac de Langle
Le lac de Langle est un lac pyrénéen français situé administrativement dans la commune d'Estaing dans le département des Hautes-Pyrénées en région  Occitanie.
Le lac a une superficie de 0,3 ha pour une altitude de 1 605 m .

## Géographie
Le lac se trouve sur le territoire de la commune de Estaing,.

### Topographie
| Soum de Bassia du Hoo (2 751 m)              | Vallée d'Estaing    | Soum de Grum (2 657 m)                |
| Pic de Clot Bédout (2 461 m) Vallée d'Arrens | lac de Langle       | Pic Maleshores (2 703 m) Grand Barbat |
| Mont Maou (2 434 m)                          | Lac de Plaa de Prat | Lac Nère (Estaing)                    |

### Hydrographie
Le lac a pour émissaire le Gave de Labat de Bun jusqu'au lac d'Estaing.

### Géologie
Le lac de Langle est un lac glaciaire de montagne, dont la formation se passe en trois étapes majeures :
1) À l'Éocène vers −40 Ma se forme la chaîne des Pyrénées à la suite de la remontée vers le nord de la plaque africaine qui entraîne avec elle la plaque ibérique. Cette dernière glisse alors sous la plaque eurasiatique située plus au nord, ce qui entraîne le plissement, le relèvement et le charriage des couches géologiques de la croûte terrestre,.
2) À partir du Pliocène puis surtout du Pléistocène, de −5 Ma à −10 000 ans, un refroidissement général du climat entraîne la formation de glaciers et d'une érosion glaciaire (vallées, cirques, moraines, ombilics, etc) dans toute la chaîne des Pyrénées.
3) Depuis l'Holocène, à partir de −10 000 ans, un redoux climatique entraîne la disparition des glaciers et la formation dans leur sillage de nombreux lacs glaciaires qui sont de deux sortes, :
- le lac de verrou qui se forme dans un ombilic glaciaire formant un creux naturel et terminé par un verrou glaciaire rocheux.
- le lac de moraine qui se forme derrière une moraine agissant comme un barrage naturel.

## Protection environnementale
Le lac est situé dans le parc national des Pyrénées.
Le lac est situé dans le parc national des Pyrénées et fait partie d'une zone naturelle protégée, classée ZNIEFF de type 1 : Hautes vallées des gaves d’Arrens et de Labat de Bun